# Songdo Canal Walk
Songdo Canal Walk (tiếng Hàn: 커낼워크) là một khu mua sắm ngoài trời tại khu đô thị mới Songdo, Incheon, Hàn Quốc. Khu mua sắm bao gồm bốn phần, mỗi phần tượng trưng cho một mùa, và nằm dọc theo một đoạn của một con kênh nhân tạo chạy từ bắc xuống nam. Nó dài khoảng 800m (2.625 feet) trong khối D1-D4. Mỗi khối chứa những tòa nhà kính cao năm tầng; hai tầng dưới cùng là khu vực bán lẻ bao gồm câu lạc bộ thể dục, nhà sách, cửa hàng quần áo và tổng hợp, quán cà phê, nhà hàng. Ba tầng trên cùng chứa 445 căn hộ văn phòng hạng sang. Nơi này cũng khuyến khích dòng người đi bộ bằng cách bảo vệ người dân khỏi tuyến giao thông và tiếng ồn với đường đi bộ mở, mặc dù các phần "mùa" cần những đường giao nhau. Dự án được thiết kế bởi Kohn Pedersen Fox và Jina, phát triển bởi Gale International và POSCO E&C. Canal Walk cũng nằm gần Công viên Trung tâm Songdo. 

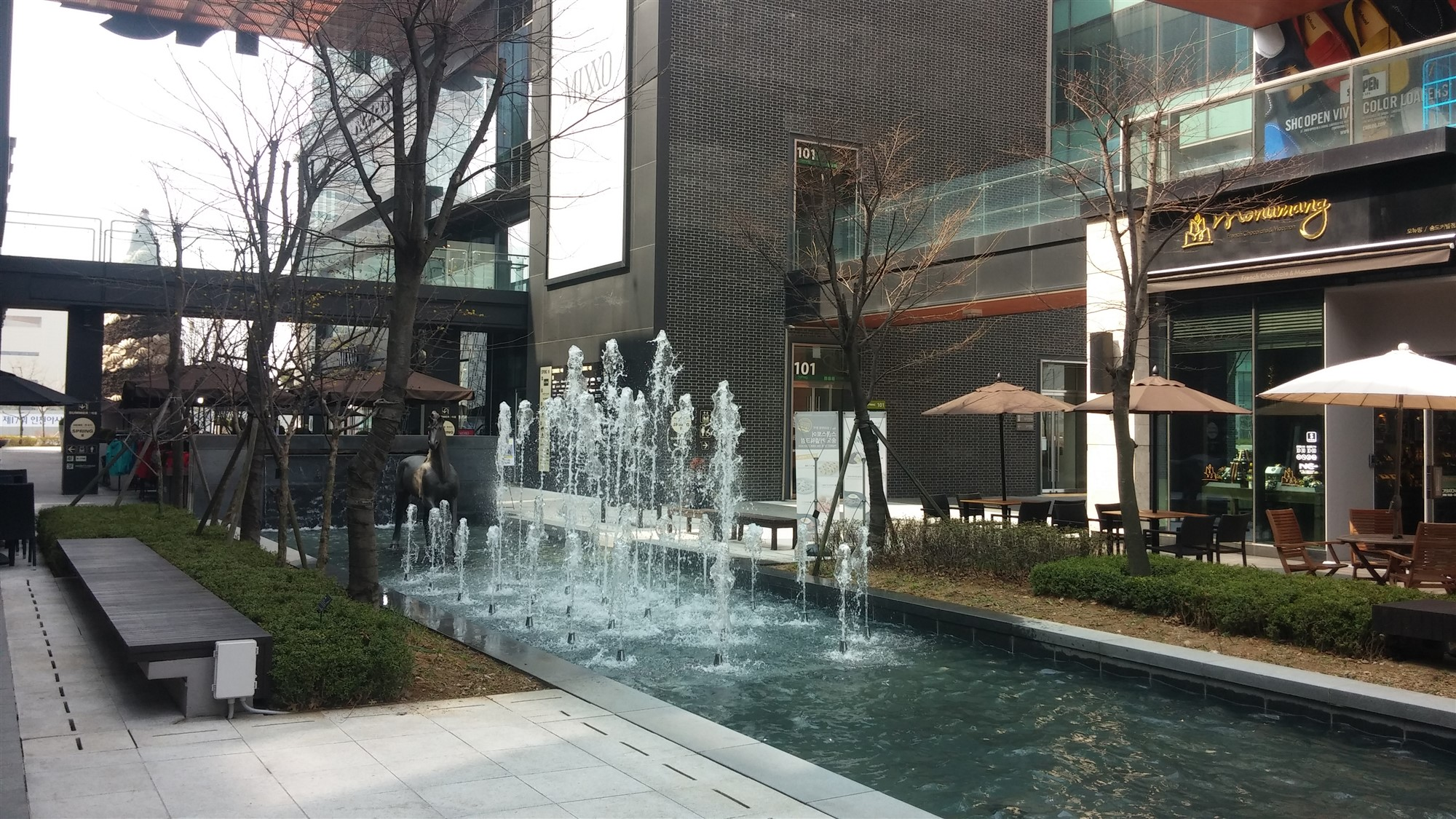
Những đài phun nước Canal City